# Dreuschendorf

Dreuschendorf im Winter

Dreuschendorf ist ein Gemeindeteil des Marktes Buttenheim im Landkreis Bamberg (Oberfranken, Bayern).

## Lage
Das Dorf liegt zwischen dem Hauptort und dem ebenfalls zur Gemeinde gehörenden Gunzendorf. Nördlich von Dreuschendorf steht ein Gemeinschaftshaus, gegenüber liegt der Bolz- und Spielplatz. Durch Dreuschendorf fließt der Deichselbach und westlich davon mündet der Schußbach in den Deichselbach.

## Geschichte
Im Jahr 1116 wurde der Ort erstmals als „Druskendorf“ (Dorf der Gefährten) erwähnt. 1492 wurde es bei einer Fehde zwischen dem Bamberger Fürstbischof und den Reichsfreiherren Stiebar aus Buttenheim völlig zerstört. Im Dreißigjährigen Krieg wurde Dreuschendorf erneut zerstört. Schon früher war die Straße durch den Ort wichtig für den Durchzug über den Frankenjura in Richtung Ebermannstadt. Dies galt auch für viele Wallfahrten nach Gößweinstein.
Am 1. Mai 1978 wurde der Ort in die Gemeinde Buttenheim eingegliedert.

## Kirche
Oberhalb des Ortes wurde 1727 am südlichen Ortsrand eine kleine Kapelle erbaut. Diese wurde 1923 abgerissen. In der Dorfmitte wurde 1924 eine neue gebaut und zu Ehren der heiligen Anna am 28. September 1924 geweiht.
Am 30. Oktober 1989 weihte Pfarrer Körber die von Volkmar Krätzer gebaute neue einmanualige Orgel mit fünf Registern:
| Manual C–  |    |
| Gedackt    | 8′ |
| Prinzipal  | 4′ |
| Rohrflöte  | 4′ |
| Blockflöte | 2′ |
| Mixtur III |    |

Anlässlich ihres 75-jährigen Bestehens wurde die Kapelle 1999 renoviert.

## Verkehr
Durch den Ort führt eine Straße, die bei Gunzendorf beginnt und nach Altendorf führt. Ungefähr zwei Kilometer entfernt verläuft die A 73 nach Bamberg und Nürnberg.

## Unternehmen
Die in Dreuschendorf ansässige Brauerei Meusel gehört mit einem Ausstoß von 10.000 Hektolitern zu den größeren Brauereien im Landkreis Bamberg.